# Culoptila nahuatl
Culoptila nahuatl är en nattsländeart som beskrevs av Oliver S. Flint Jr. 1974. Culoptila nahuatl ingår i släktet Culoptila och familjen stenhusnattsländor. Inga underarter finns listade i Catalogue of Life.